# Jakob Bogataj
Jakob Bogataj s partizanskim imenom Jaka , slovenski novinar in urednik,  * 28. junij 1932, Gabrška Gora, † 19. avgust 1973, Ljubljana.

## Življenjepis
Bogataj je bil aktiven v pionirski in mladinski organizaciji in  se je leta 1943 kot kurirček vključil v NOV. Po demobilizaciji 1946 je delal v mladinskih delovnih brigadah. Leta 1955 je končal srednjo kmetijsko šolo v Mariboru. Od leta 1962 do 1973 je bil direktor in glavni urednik Časopisno-založniškega podjetja Kmečki glas. Pisal je o kmetijstvu, zadružništvu in o podeželju. Tednik Kmečki glas je pomagal razviti v polemično in aktualno kmečko tribuno, podjetje pa v pomembno založbo kmečke literature.